# Michael Brennan (hockey sur gazon)
Pour les articles homonymes, voir Michael Brennan et Brennan.
Michael Brennan, né le 15 octobre 1975 à Toowoomba (Queensland), est un joueur australien de hockey sur gazon.

## Biographie
Michael Brennan participe au tournoi de hockey sur gazon aux Jeux olympiques d'été de 2000 à Sydney et remporte avec l'équipe nationale la médaille de bronze. 
Après avoir pris sa retraite en 2001, il revient sur les terrains et remporte le titre olympique avec la sélection nationale aux Jeux olympiques de 2004 à Athènes.